# XBRL
XBRL (англ. eXtensible Business Reporting Language «расширяемый язык деловой отчётности») — широко используемый в мире открытый стандарт обмена деловой информацией. XBRL позволяет выражать с помощью семантических средств общие для участников рынка и регулирующих органов требования к представлению бизнес-отчётности. Стандарт основан на расширяемом языке разметки XML и использует такие относящиеся к XML технологии, как XML Schema, XLink, XPath и пространство имён. Одной из главных задач XBRL является регламентация обмена финансовой информацией, такой как финансовые отчёты. Спецификация языка XBRL разрабатывается и публикуется независимой международной организацией XBRL International, Inc.(XII)
XBRL является основанным на стандартах средством коммуникации и обмена бизнес-информацией между бизнес-системами. Эти коммуникации базируются на изложенных в таксономиях описаниях наборов метаданных, которые содержат описание как отдельных показателей отчётности, так и взаимосвязей между ними и прочими семантическими элементами таксономии. Набор информации, предназначенный для передачи или обмена, содержится в так называемом отчёте XBRL.
Первоначально пользователями XBRL были регулирующие органы, такие, как Федеральная корпорация по страхованию вкладов США (U.S. Federal Deposit Insurance Corporation) и Комитет европейских органов банковского надзора (Committee of European Banking Supervisors, CEBS). В настоящее время XBRL используется во многих странах регуляторами фондовых бирж и рынка ценных бумаг, банковскими регуляторами, регистраторами, налоговыми органами и национальными статистическими агентствами.
Вики-хранилище проектов XBRL доступно для свободного использования и обновления. В течение последних десяти лет Комиссия по ценным бумагам и биржам США (Securities and Exchange Commission, SEC), Управление Её Величества по налоговым и таможенным сборам Великобритании (HM Revenue and Customs, HMRC) и Регистрационная палата Сингапура (Companies House) начали требовать от компаний предоставлять отчётность в формате XBRL, другие регуляторы последовали их примеру. Проект в SEC был запущен в 2008 году в несколько этапов, на первом из них отчётность в формате XBRL начали предоставлять крупнейшие поднадзорные организации. Иностранные компании, использующие Международные стандарты финансовой отчётности (МСФО), начали представлять свои финансовые отчёты в SEC в формате XBRL с тех пор, как таксономия МСФО была принята Комиссией по ценным бумагам. В Великобритании c 2013 года Управление Её Величества по налоговым и таможенным сборам и Регистрационная палата используют XBRL (в виде модифицированного формата iXBRL). XBRL был принят Министерством по корпоративным вопросам (MCA) Индии для обмена финансовой и стоимостной информацией с центральным правительством.

## Спецификация
Текущей версией спецификации XBRL является версия 2.1 (с исправлениями опечаток). Нормативные версии всех XML-схем приведены в отдельной спецификации. Доступны пакеты XML-схем для тестирования процессоров XBRL-документов. XBRL использует XML Schema, XLink и стандарты XPointer.

## Структура документа XBRL
При стандартном использовании XBRL включает в себя понятия отчёта XBRL, содержащего главным образом отчёт о деловых фактах, и набор правил — именуемый Связанным комплексом таксономии (Discoverable Taxonomy Set, DTS), которые задают метаданные для фактов отчёта XBRL, например, что эти факты означают, и как они связаны друг с другом.

### Отчёт XBRL
Отчёт XBRL начинается с корневого элемента <XBRL>. В большой XML-документ может быть встроено несколько отчётов XBRL. Отчёт XBRL содержит следующую информацию:
- Бизнес-факты — их можно разделить на две категории:
  - Пункты — бизнес-факты, содержащие одно значение. Они представлены одним XML-элементом со значением в качестве содержимого.
  - Кортежи — бизнес-факты, содержащие несколько значений. Они представлены в виде одного элемента XML, содержащего вложенные элементы.

При создании документа XBRL всем содержащимся в нём бизнес-фактам должен быть присвоен контекст.
- Контексты определяют объект, к которому относится бизнес-факт (например, компания или частное лицо), период времени, и также может содержать необязательные дополнительные аналитики (сценарии). Информация о дате и времени должна соответствовать стандарту ISO 8601. Сценарии обеспечивают дополнительную контекстную информацию о фактах, например, являются ли данные в отчёте фактическими, прогнозными или бюджетными.
- Измерения определяют направления аналитики, объясняющие числовые значения бизнес-фактов, например, валюта (доллары США), вид финансовых инструментов (акции). XBRL позволяет вводить аналитики с более сложной структурой в случае необходимости. Названия единиц измерения фактов денежного характера должны соответствовать стандарту ISO 4217.
- Сноски используют XLink для связи одного или несколько фактов с некоторым содержанием.
- Ссылки на таксономии XBRL, как правило, создаются через ссылки на схемы. С помощью них также возможно установить связь непосредственно с базой ссылок.

Ниже приведён пример отчёта фиктивной нидерландской компании, составленного в соответствии с Международными стандартами финансовой отчётности (МСФО): 
```
<?xml version="1.0" encoding="UTF-8"?>

<xbrli:xbrl

xmlns:ifrs-gp=
"http://xbrl.iasb.org/int/fr/ifrs/gp/2005-05-15"

xmlns:iso4217=
"http://www.xbrl.org/2003/iso4217"

xmlns:xbrli=
"http://www.xbrl.org/2003/instance"

xmlns:xbrll=
"http://www.xbrl.org/2003/linkbase"

xmlns:xlink=
"http://www.w3.org/1999/xlink"
>

    
<xbrll:schemaRef
 
xbrll:href=
"http://www.org.com/xbrl/taxonomy"
 
xlink:type=
"simple"
/>

    
<ifrs-gp:OtherOperatingIncomeTotalFinancialInstitutions
 
contextRef=
"J2004"

        
decimals=
"0"
 
unitRef=
"EUR"
>
38679000000
</ifrs-gp:OtherOperatingIncomeTotalFinancialInstitutions>

    
<ifrs-gp:OtherAdministrativeExpenses
 
contextRef=
"J2004"

        
decimals=
"0"
 
unitRef=
"EUR"
>
35996000000
</ifrs-gp:OtherAdministrativeExpenses>

    
<ifrs-gp:OtherOperatingExpenses
 
contextRef=
"J2004"

        
decimals=
"0"
 
unitRef=
"EUR"
>
870000000
</ifrs-gp:OtherOperatingExpenses>

    
...

    
<ifrs-gp:OtherOperatingIncomeTotalByNature
 
contextRef=
"J2004"

        
decimals=
"0"
 
unitRef=
"EUR"
>
10430000000
</ifrs-gp:OtherOperatingIncomeTotalByNature>

    
<xbrli:context
 
id=
"BJ2004"
>

        
<xbrli:entity>

            
<xbrli:identifier
 
scheme=
"www.iqinfo.com/xbrl"
>
ACME
</xbrli:identifier>

        
</xbrli:entity>

        
<xbrli:period>

            
<xbrli:instant>
2004-01-01
</xbrli:instant>

        
</xbrli:period>

    
</xbrli:context>

    
<xbrli:context
 
id=
"EJ2004"
>

        
<xbrli:entity>

            
<xbrli:identifier
 
scheme=
"www.iqinfo.com/xbrl"
>
ACME
</xbrli:identifier>

        
</xbrli:entity>

        
<xbrli:period>

            
<xbrli:instant>
2004-12-31
</xbrli:instant>

        
</xbrli:period>

    
</xbrli:context>

    
<xbrli:context
 
id=
"J2004"
>

        
<xbrli:entity>

            
<xbrli:identifier
 
scheme=
"www.iqinfo.com/xbrl"
>
ACME
</xbrli:identifier>

        
</xbrli:entity>

        
<xbrli:period>

            
<xbrli:startDate>
2004-01-01
</xbrli:startDate>

            
<xbrli:endDate>
2004-12-31
</xbrli:endDate>

        
</xbrli:period>

    
</xbrli:context>

    
<xbrli:unit
 
id=
"EUR"
>

        
<xbrli:measure>
iso4217:EUR
</xbrli:measure>

    
</xbrli:unit>

</xbrli:xbrl>

```

### Таксономия XBRL
Таксономия XBRL представляет собой набор таксономических схем и баз связей. Таксономическая схема — документ XML-схемы (файл). Базы ссылок являются XML-документами (файлами), которые построены в соответствии со спецификацией XLink. Таксономическая схема должна, в конечном счёте, расширять схему отчёта XBRL, а также расширять другие типичные схемы, опубликованные на веб-сайте xbrl.org.
- Таксономические схемы определяют пункты и кортежи концепта, используя элементы <xsd:element>. Концепты определяют названия для фактов и указывают, является ли факт пунктом или кортежем, определяют тип данных (например, денежный, числовой, дробный или текстовый), и, возможно, прочие метаданные. Пункты и кортежи могут рассматриваться как «реализации» концептов, или конкретные экземпляры концептов. Хорошей аналогией здесь для знакомых с объектно-ориентированным программированием будет сравнение концептов с классами, а пунктов и кортежей с экземплярами объектов этих классов. Это явилось источником для иногда используемого термина «экземпляр XBRL» (вместо «отчёт XBRL»). В дополнение к описанию концептов, таксономические схемы ссылаются на документы базы ссылок на ресурсы. Отчёт, содержащий кортежи, содержит 1..n отношений с их родителями; метаданные таких отчётов являются совокупностью атрибутов кортежей.
- Базы ссылок представляют собой наборы ссылок, которые сами по себе включают локаторы, дуги и потенциальные ресурсы. Локаторы являются элементами, которые, по существу, ссылаются на концепты и обеспечивают произвольные метки для них. В свою очередь, дуги представляют собой элементы, указывающие, что концепт связан с другим концептом с помощью ссылочных меток, определённых локаторами. Некоторые дуги связывают концепты с другими концептами. Другие дуги привязывают концепты к ресурсам, наиболее распространёнными из которых являются понятные человеку ярлыки для обозначения концептов. Спецификация XBRL 2.1 описывает пять различных видов баз ссылок.
  - База ссылок ярлыков.
  - База ссылок на ресурсы.
  - База ссылок расчётов.
  - База ссылок определений.
  - База презентационных ссылок.

#### База ссылок ярлыков
Данная база ссылок обеспечивает возможность присвоения концептам интуитивно понятных наименований. Использование базы ссылок ярлыков позволяет присвоить концепту наименования на нескольких языках, а также несколько альтернативных наименований на одном и том же языке.
Целью разработчиков XBRL является сделать его мировым стандартом для электронной бизнес-отчётности. Это требует представления бизнес-данных таксономий на различных языках. В связи с этим важно иметь возможность при создании элемента присвоить ему ярлыки на разных языках. Также это могут быть различные ярлыки для использования в разных целях. Все ярлыки сохраняются и привязываются к элементам таксономии в базе ссылок ярлыков. Элементы, заданные в схеме, предназначены для передачи учётных показателей на компьютеры пользователей. Для того, чтобы упростить обработку их имён на компьютере, они должны подчиняться некоторым правилам. Например, использование пробелов не допускается. Так, показатель «Денежные средства и их эквиваленты» должен называться «ДенежныеСредстваИИхЭквиваленты». Кроме того, большие таксономии, такие как таксономия МСФО, подчиняются дополнительным правилам именования и присвоения ярлыков для обеспечения согласованности внутри схемы таксономии. Например, может применяться список слов, которые исключены из наименований, например,: и :, «из» …, или слов, которые появляются только в определённом порядке (например, «Net» или «Total» в конце ярлыка после запятой). В базе ссылок ярлыков элементы соединены с интуитивно понятными человеку ярлыками с использованием дуги «концепт-ярлык». Как упоминалось выше, элементам могут быть присвоены ярлыки на разных языках. Пример ниже описывает присвоение ярлыков элементу МСФО «Итого активов» на английском, немецком и польском языках.
```
<label
 
xlink:type=
"resource"

 
xlink:role=
"http://www.xbrl.org/2003/role/label"

 
xlink:label=
"ifrs_AssetsTotal_lbl"

 
xml:lang=
"en"
>
Assets,
 
Total
</label>

<label
 
xlink:type=
"resource"

 
xlink:role=
"http://www.xbrl.org/2003/role/label"

 
xlink:label=
"ifrs_AssetsTotal_lbl"

 
xml:lang=
"de"
>
Vermögenswerte,
 
Gesamt
</label>

<label
 
xlink:type=
"resource"

 
xlink:role=
"http://www.xbrl.org/2003/role/label"

 
xlink:label=
"ifrs_AssetsTotal_lbl"

 
xml:lang=
"pl"
>
Aktywa,
 
Razem
</label>

```

Для того, чтобы различать используемые языки, XBRL использует теги языков из XML. Разработчики таксономии могут присваивать несколько ярлыков одному и тому же элементу. Одной из идей XBRL является то, что информация о временном периоде и валюте элемента не содержится в описании элемента, а описывается контекстом отчётов. С другой стороны, в финансовой отчётности многие показатели отражаются по состоянию на определённую на дату, например, активы (недвижимость и оборудование) на начало года и активы (недвижимость и оборудование) на конец года. XBRL позволяет создавать различные ярлыки в зависимости от контекста, в котором будет использоваться элемент.
```
<label
 
xlink:type=
"resource"

 
xlink:role=
"http://www.xbrl.org/2003/role/label"

 
xlink:label=
"ifrs_AssetsTotal_lbl"

 
xml:lang=
"en"
>
Property,
 
Plant
 
and
 
Equipment,
 
Net
</label>

<label
 
xlink:type=
"resource"

 
xlink:role=
"http://www.xbrl.org/2003/role/periodStartLabel"

 
xlink:label=
"ifrs_AssetsTotal_lbl"

 
xml:lang=
"en"
>
Property,
 
Plant
 
and
 
Equipment,
 
Net,
 
Beginning
 
Balance
</label>

<label
 
xlink:type=
"resource"

 
xlink:role=
"http://www.xbrl.org/2003/role/periodEndLabel"

 
xlink:label=
"ifrs_AssetsTotal_lbl"

 
xml:lang=
"en"
>
Property,
 
Plant
 
and
 
Equipment,
 
Net,
 
Ending
 
Balance
</label>

```

В приведённом выше примере показано, как три различных ярлыка присваиваются одному элементу с использованием различной роли атрибутов на ярлыках.

#### База ссылок на ресурсы
Данная база ссылок связывает концепты с цитатами из относящейся к ним литературы.
Финансовые концепты, содержащиеся в бизнес-отчётах, чаще всего не вытекают из нормативных документов, изданных различными регулирующими органами. Например, таксономия МСФО описывает финансовые отчёты, подготовленные на основе МСФО (обязательный том). Элементы, заданные этой таксономией, ссылаются на конкретные термины и понятия, раскрытые в стандартах. По этой причине в таксономии часто используется база ссылок на ресурсы, в которой указаны взаимоотношения между элементами таксономии и внешними по отношению к ней правилами или стандартами (другим решением в данной ситуации может быть указание ссылок на документацию в базе ссылок ярлыков). Это помогает разработчикам и пользователям отчётов понимать значение каждого элемента и обеспечивает информационную поддержку при его включении в таксономию. При этом сама база ссылок не содержит полного текста регуляторного документа. Вместо этого она содержит указание на исходные документы, идентифицируя их имя и осуществляя отсылку к соответствующим параграфам и пунктам. Эта связь создаётся с помощью дуги «концепт-ресурс». Существует несколько типов ссылок, которые могут быть применены для каждого элемента.
```
<reference
 
xlink:type=
"resource"

  
xlink:role=
"http://www.xbrl.org/2003/role/presentationRef"

  
xlink:label=
"CashFlowsFromUsedInOperationsTotal_ref"
>

       
<ref:Name>
IAS
</ref:Name>

       
<ref:Number>
7
</ref:Number>

       
<ref:Paragraph>
14
</ref:Paragraph>

</reference>

<reference
 
xlink:type=
"resource"

  
xlink:role=
"http://www.xbrl.org/2003/role/measurementRef"

  
xlink:label=
"CashFlowsFromUsedInOperationsTotal_ref"
>

      
<ref:Name>
IAS
</ref:Name>

      
<ref:Number>
7
</ref:Number>

      
<ref:Paragraph>
18
</ref:Paragraph>

      
<ref:Subparagraph>
a
</ref:Subparagraph>

</reference>

```

Приведённый выше пример демонстрирует ссылки на потоки денежных средств от операций. Во-первых, она предоставляет ссылку на документ, который объясняет, как и где элемент должен быть представлен с точки зрения его размещения и маркировки. В МСФО 7, параграф 14, мы читаем, что существует концепт денежных потоков от операционной деятельности, и от чего он является производным. Во-вторых, ссылка на измерение даёт объяснение того, чем является значение элемента и как оно должно быть рассчитано. Это описание можно найти в параграфе 18.a IAS 7. XBRL также позволяет назначать элементу другие типы ссылок, содержащие примеры, комментарии и т. д.

#### База ссылок расчётов
Эта база ссылок связывает одни концепты с другими, что позволяет проверить значения элементов в отчёте на предмет соответствия.
Идея базы ссылок расчётов состоит в улучшении качества отчётов XBRL. В ней содержатся описания основных правил проверки, которые применяются ко всем отчётам, относящимся к конкретной таксономии. Иерархический расчёт базы ссылок расчётов сортирует все денежные элементы так, что элементы нижнего уровня суммируются или вычитаются друг из друга таким образом, что концепт верхнего уровня является результатом этих операций.
Знак отношений между элементами при этом зависит от весового атрибута, присваиваемого дуге, соединяющей два элемента. Пример приведён ниже.
```
<calculationArc
 
xlink:type=
"arc"

 
xlink:arcrole=
"http://www.xbrl.org/2003/arcrole/summation-item"

 
xlink:from=
"GrossProfit"
 
xlink:to=
"RevenueTotal"

 
order=
"1"
 
weight=
"1"
 
use=
"optional"
/>

<calculationArc
 
xlink:type=
"arc"

 
xlink:arcrole=
"http://www.xbrl.org/2003/arcrole/summation-item"

 
xlink:from=
"GrossProfit"
 
xlink:to=
"CostOfSales"

 
order=
"2"
 
weight=
"-1"
 
use=
"optional"
/>

```

Пример демонстрирует существование двух расчётных дуг и раскрывает подробности, касающиеся отношений между Валовой прибылью, Выручкой и Себестоимостью реализованной продукции. В отчёте о прибылях и убытках Валовая прибыль является разницей между двумя последними. Таким образом, мы присваиваем значение весового атрибута «1» дуге, соединяющей Валовую прибыль и Выручку, и «-1» дуге, соединяющей Валовую прибыль и Себестоимость реализованной продукции. Разница между базой ссылок расчётов и базой презентационных ссылок состоит в том, что суммарный элемент, который служит для суммирования всех остальных, как правило, появляется в нижней части финансового отчёта, тогда как в базе ссылок расчётов он должен быть помещён в качестве верхнего концепта.
```
Presentation 	Calculation
Assets (Presentation)	 	             Assets, Total
 	Assets, Non-Current	 	 	Assets, Non-Current	+1
 	Assets, Current	 	 	        Assets, Current	        +1
 	Assets, Total

```

Существуют два основных правила, касающиеся расчётных зависимостей в XBRL. Во-первых, нельзя выполнять операции над элементами, которые имеют различные значения атрибута «Тип периода». Это часто называется правилом кросс-контекста и связано с определением временны́х значений одних элементов как «За период» (продолжительность), а других как «По состоянию на дату» (мгновенный). Например, концепты, используемые в балансе, являются мгновенными: это означает, что их стоимость представлена на определённый день; в то время как элементы в отчёте о прибылях и убытках или отчёте о движении денежных средств, имеют временно́е значение «Продолжительность», поскольку они представляют собой действия, которые имели место в течение определённого периода времени. Проблема возникает, например, в отчёте об изменениях в составе собственных средств или отчёте о движении активов, где представлены как элементы на дату, так и элементы за период. Решением этой проблемы является база ссылок на формулы, которая предоставляет разработчикам таксономий доступ к значительно большему количеству функций, чем простое сложение или вычитание. Во-вторых, правило двойной бухгалтерской записи требует от разработчиков таксономии XBRL задавать кредитовый / дебетовый характер денежных элементов, входящих в балансы и отчёты о прибылях и убытках. Это правило не только запрещает соединение элементов с противоположными балансовыми атрибутами — они должны быть разделены — оно также определяет, будет ли числовое значение, содержащееся в элементе, положительным или отрицательным.

#### База ссылок определений
Эта база ссылок связывает одни концепты с другими, используя различные роли дуги, чтобы выразить отношения, такие как если-то, целое-части и т. д. Роли дуги могут быть созданы разработчиками таксономии XBRL, или часто используемые роли дуги могут быть добавлены в Реестр связанных ролей XBRL (XBRL Link Role Registry, LRR).
База ссылок определений предоставляет разработчикам таксономий возможность устанавливать различные виды отношений между элементами. Существует четыре стандартных типа отношений, поддерживаемых базой ссылок определений.
Первый из них определяется как общее — частное. Он характеризует концепты, имеющие одну природу, но более общие или более специфические значения. Например, ZIP-код в США является одним из видов почтовых индексов, которые используются во всём мире. Для того, чтобы показать это взаимоотношение, разработчики таксономии определяют почтовый индекс как общий концепт, c которым связан более специфический концепт «ZIP-код».
Второй тип отношений определяется как сущность — псевдоним. Используя его, разработчики таксономий могут указать, что два понятия имеют одинаковое значение. Например, некоторые авиакомпании могут использовать термин «самолёт», чтобы описать основной компонент их активов, в то время как другие предпочли бы наименование «воздушное судно». Для того, чтобы утверждать, что смысл этих наименований один и тот же, и что они могут быть использованы как взаимозаменяемые, разработчики таксономии могут связать их с помощью роли дуги «сущность-псевдоним».
Третий стандартный тип отношений называется требования — элемент. Как следует из названия, разработчики таксономии могут использовать его, чтобы заставить создателей отчётов вводить значение одного элемента, если оно должно содержаться в другом элементе. Например, регулятор может потребовать раскрытия отдельного компонента активов, если он содержится в балансовом отчёте. Чтобы добиться этого, база ссылок определений задаёт отношения «требования-элемент» между ними (например, «Недвижимость, машины и оборудование, всего» и «Недвижимость, машины и оборудование, покомпонентно»).
Четвёртый тип отношений называется подобное — кортежи. Он напоминает вид «сущность-псевдоним», но применяется для кортежей. Данный тип отношений соединяет два кортежа, которые являются эквивалентами с точки зрения описания (документация в базе ссылок ярлыков или ссылки в базе ссылок на ресурсы), но различны с точки зрения XML, то есть не содержат идентичные модели, например, содержат различные элементы. Одной из причин того, что этот вид связи был введён, является запрет схемы переопределения, который предотвращает изменения в модели содержимого кортежа.

#### База презентационных ссылок
Эта база ссылок связывает одни концепты с другими таким образом, что полученные взаимозависимости могут направлять создание пользовательского интерфейса, рендеринга и визуализации.

Бизнес-отчёты в основном разрабатываются в виде таблиц, форм отчётности или других структур. База презентационных ссылок хранит информацию о взаимосвязи между элементами для того, чтобы должным образом организовать содержимое таксономии. Это позволяет организовать элементы в той структуре, которая подходит для представления иерархических отношений конкретных бизнес-данных. Эта группировка может быть выполнена различными способами. Например, типичный балансовый отчёт содержит активы, обязательства и капитал. Активы состоят из оборотных средств и внеоборотных активов. Оборотные активы делятся на товарно-материальные запасы, дебиторскую задолженность и так далее. В базе презентационных ссылок использование отношений «родитель-потомок» позволяет организовать элементы нужным образом и помогает пользователям находить интересующие их концепты.
```
<?xml version="1.0" encoding="utf-8"?>

<schema

xmlns=
"http://www.w3.org/2001/XMLSchema"

xmlns:xbrli=
"http://www.xbrl.org/2003/instance"

xmlns:link=
"http://www.xbrl.org/2003/linkbase"

xmlns:xlink=
"http://www.w3.org/1999/xlink"

xmlns:ifrs-gp=
"http://xbrl.iasb.org/int/fr/ifrs/gp/2005-05-15"

xmlns:ifrs-gp-rol=
"http://xbrl.iasb.org/int/fr/ifrs/gp/2005-05-15/roles"

xmlns:samp=
"http://www.iqinfo.com/xbrl/taxonomy"

targetNamespace=
"http://www.iqinfo.com/xbrl/taxonomy"

elementFormDefault=
"qualified"

attributeFormDefault=
"unqualified"
>

    
<annotation>

        
<appinfo>

            
<link:linkbaseRef
 
xlink:type=
'simple'

            
xlink:href=
'http://xbrl.iasb.org/int/fr/ifrs/gp/2005-05-15/ifrs-gp-pre-bs-liquidity-2005-05-15.xml'

            
xlink:role=
'http://www.xbrl.org/2003/role/presentationLinkbaseRef'

            
xlink:arcrole=
'http://www.w3.org/1999/xlink/properties/linkbase'
 
/>

            
<link:linkbaseRef
 
xlink:type=
'simple'

            
xlink:href=
'http://xbrl.iasb.org/int/fr/ifrs/gp/2005-05-15/ifrs-gp-pre-is-byNature-2005-05-15.xml'

            
xlink:role=
'http://www.xbrl.org/2003/role/presentationLinkbaseRef'

            
xlink:arcrole=
'http://www.w3.org/1999/xlink/properties/linkbase'
 
/>

            
<link:linkbaseRef
 
xlink:type=
'simple'

            
xlink:href=
'http://xbrl.iasb.org/int/fr/ifrs/gp/2005-05-15/ifrs-gp-cal-bs-liquidity-2005-05-15.xml'

            
xlink:role=
'http://www.xbrl.org/2003/role/calculationLinkbaseRef'

            
xlink:arcrole=
'http://www.w3.org/1999/xlink/properties/linkbase'
 
/>

            
<link:linkbaseRef
 
xlink:type=
'simple'

            
xlink:href=
'http://xbrl.iasb.org/int/fr/ifrs/gp/2005-05-15/ifrs-gp-cal-is-byNature-2005-05-15.xml'

            
xlink:role=
'http://www.xbrl.org/2003/role/calculationLinkbaseRef'

            
xlink:arcrole=
'http://www.w3.org/1999/xlink/properties/linkbase'
 
/>

        
</appinfo>

    
</annotation>

    
<import
 
namespace=
"http://www.xbrl.org/2003/instance"

    
schemaLocation=
"http://www.xbrl.org/2003/xbrl-instance-2003-12-31.xsd"
 
/>

    
<import
 
namespace=
"http://xbrl.iasb.org/int/fr/ifrs/gp/2005-05-15"

    
schemaLocation=
"http://xbrl.iasb.org/int/fr/ifrs/gp/2005-05-15/ifrs-gp-2005-05-15.xsd"
 
/>

</schema>

```

## История XBRL
XBRL International (англ. XBRL International) является международной организацией, разрабатывающей и предоставляющей доступ к техническим стандартам (спецификациям) XBRL. XBRL International объединяет более 550 участников (членов), в число которых входят как отдельные компании (прямые участники), так и их ассоциации и государственные органы, централизованно представляющие интересы отдельных компаний соответствующих стран в отношениях с XBRL International. Все страны G20 и BRICS организовали на своей территории национальные «юрисдикции». С полным списком национальных «юрисдикций» можно ознакомиться на сайте консорциума XBRL International.

## XBRL в России
10 июня 2015 году создана российская юрисдикция XBRL на базе Банка России.
Юрисдикция XBRL в Российской Федерации создана в форме автономной некоммерческой организацией (АНО).

## Промышленные решения, реализующие XBRL
Корпорация Oracle реализовала поддержку формата XBRL, выпустив соответствующее расширение к своей СУБД, называющееся «Oracle Database XBRL Extension».